# Sandra Morgan
Sandra Anne Morgan, później Beavis (ur. 6 czerwca 1942 w Tamworth) – australijska pływaczka. Złota medalistka olimpijska z Melbourne.
Zawody w 1956 były jej pierwszymi igrzyskami olimpijskimi. Zdobyła złoto w sztafecie. Partnerowały jej Dawn Fraser, Faith Leech i Lorraine Crapp. Miała wówczas czternaście lat. Cztery lata później płynęła w eliminacjach sztafety, co według ówczesnych przepisów jednak nie dawało jej prawa do otrzymania medalu (Australijki były drugie w finale). Na Igrzyskach Imperium Brytyjskiego i Wspólnoty Brytyjskiej w 1958 zdobyła złoto w sztafecie 4 × 110 jardów stylem dowolnym.